# Servi (libro)
Servi è un libro dello scrittore italiano Marco Rovelli pubblicato nel 2009.

## Contenuti
In questo libro l'autore narra le storie e i luoghi dei clandestini al lavoro, incontrati nei suoi viaggi in Italia.
In una recensione su Alias, Domenico Pinto ha scritto: 

## Premi e riconoscimenti
Il libro ha ricevuto nel 2010 il premio Città delle rose di Roseto degli Abruzzi (tematiche giovanili) e il premio della giuria dei lettori al premio Biella Letteratura e Industria.

## Edizioni
- Marco Rovelli, Servi, collana Serie Bianca, Feltrinelli, 2009,  p. 222, ISBN 978-88-07-17177-2.